# Lepidocyrtus helenae
Lepidocyrtus helenae är en urinsektsart som beskrevs av Jerry Allen Snider 1967. Lepidocyrtus helenae ingår i släktet Lepidocyrtus och familjen brokhoppstjärtar. Inga underarter finns listade i Catalogue of Life.